# Gundlachia domingensis
Gundlachia domingensis là một loài thực vật có hoa trong họ Cúc. Loài này được (Spreng.) A.Gray mô tả khoa học đầu tiên năm 1880.